# Derventa
Derventa (en serbi: Дервента) és una ciutat i municipi de la República Sèrbia, una entitat de Bòsnia i Hercegovina. És situada a la regió de Posavina, al nord-oest de Doboj. El 2013, tenia 11,631 habitants, mentre que el municipi tenia 27,404 habitants.